# We Can't Dance
| Recensione | Giudizio |
| ---------- | -------- |
| AllMusic   |          |

We Can't Dance è il quattordicesimo album in studio del gruppo musicale britannico Genesis, pubblicato il 12 novembre 1991 dalla Atlantic Records.
È l'ultimo album in cui compare la voce di Phil Collins, prima del suo abbandono avvenuto nel 1996.

## Descrizione
We Can't Dance è stato il primo album dei Genesis in cinque anni, dopo il successo internazionale di Invisible Touch del 1986. In questo lasso di tempo, il gruppo si prese un lungo periodo di pausa per permettere ai vari membri di focalizzarsi sulle relative carriere soliste.
Dall'album furono tratti diversi singoli di successo, quali No Son of Mine, Hold on My Heart, I Can't Dance e Jesus He Knows Me. Altri estratti furono Tell Me Why in Europa e Never a Time in America. Tranne quest'ultimo, tutti furono tutti promossi tramite videoclip.
Nonostante il cospicuo potenziale commerciale, We Can't Dance contiene anche diversi pezzi lunghi, nella tradizione del gruppo. Sia Driving the Last Spike (dal testo che racconta il sacrificio di vite umane per la costruzione delle ferrovie inglesi nell'Ottocento) che Fading Lights (con il suo lungo inciso strumentale) superano infatti i dieci minuti di durata, mentre Dreaming While You Sleep (una storia il cui protagonista fugge dopo avere investito una donna) raggiunge i sette minuti e Living Forever ha nella sua seconda parte una strumentale di rilievo. Since I Lost You fu scritto da Phil Collins per commemorare la morte del figlio di Eric Clapton, suo grande amico. Mai presentata dai Genesis in concerto, fu eseguita da Collins in occasione del suo concerto per la serie MTV Storytellers nel 1997.
Dopo la pubblicazione dell'album, il gruppo passò tre mesi - dal maggio all'agosto del 1992 - in tour negli stadi per promuovere l'album, con un'appendice nelle arene e teatri inglesi nell'autunno dello stesso anno - registrando il tutto esaurito nella maggior parte delle esibizioni.

## Tracce
Testi di Phil Collins, eccetto dove indicato, musiche di Genesis.
1. No Son of Mine – 6:39
2. Jesus He Knows Me – 4:16
3. Driving the Last Spike – 10:08
4. I Can't Dance – 4:01
5. Never a Time – 3:50 (testo: Mike Rutherford)
6. Dreaming While You Sleep – 7:16 (testo: Mike Rutherford)
7. Tell Me Why – 4:58
8. Living Forever – 5:41 (testo: Tony Banks)
9. Hold on My Heart – 4:38
10. Way of the World – 5:38 (testo: Mike Rutherford)
11. Since I Lost You – 4:09
12. Fading Lights – 10:16 (testo: Tony Banks)

## Formazione
- Tony Banks – tastiera, cori
- Phil Collins – batteria, percussioni, voce principale
- Mike Rutherford – chitarra, basso, cori

## Successo commerciale
We Can't Dance ha esordito al primo posto della Official Albums Chart nel Regno Unito il 23 novembre 1991. Negli Stati Uniti ha invece esordito al quarto posto della Billboard 200 il 30 novembre 1991. L'album ha ottenuto un ottimo successo soprattutto in Germania, dove mantenne il primo posto in classifica per ben 24 settimane. Alla fine del 1992, risultò il disco più venduto dell'anno sia in Germania sia in Austria.
Il 1º dicembre 1991 l'album è stato certificato doppio disco di platino dalla British Phonographic Industry (BPI) per le vendite di oltre 600 000 copie. Un anno dopo, le cifre sono salite fino a raggiungere il quadruplo platino per le oltre 1,2 milioni di copie. Nel marzo 1997 ha ottenuto il quinto disco di platino per le vendite di oltre 1,5 milioni di copie. Negli Stati Uniti aveva venduto oltre un milione di copie al 27 dicembre 1991. Cinque anni dopo, l'album è stato certificato quadruplo disco di platino dalla Recording Industry Association of America (RIAA) per le vendite di oltre quattro milioni di copie. In Italia ha venduto 300 000 copie in cinque mesi.

## Classifiche

### Classifiche settimanali
| Classifica (1991/92) | Posizione massima |
| -------------------- | ----------------- |
| Australia            | 8                 |
| Austria              | 1                 |
| Canada               | 5                 |
| Finlandia            | 2                 |
| Francia              | 2                 |
| Germania             | 1                 |
| Giappone             | 8                 |
| Italia               | 5                 |
| Norvegia             | 1                 |
| Nuova Zelanda        | 5                 |
| Paesi Bassi          | 1                 |
| Regno Unito          | 1                 |
| Spagna               | 9                 |
| Stati Uniti          | 4                 |
| Svezia               | 4                 |
| Svizzera             | 1                 |

### Classifiche di fine anno
| Classifica (1991) | Posizione |
| ----------------- | --------- |
| Italia            | 28        |
| Regno Unito       | 13        |
| Classifica (1992) | Posizione |
| Australia         | 26        |
| Austria           | 1         |
| Francia           | 3         |
| Germania          | 1         |
| Nuova Zelanda     | 17        |
| Regno Unito       | 10        |
| Stati Uniti       | 13        |
| Svizzera          | 2         |